# Naked Aggression
I Naked Aggression sono una anarcho punk band formatasi a Madison (Wisconsin) nel 1990 quando il chitarrista Phil Suchomel e la cantante Kirsten Patches, entrambi studenti universitari di musica classica, decisero di trasferirsi in California per formare una propria band.
Qui si uniscono Joe Garcia al basso e Aaron Austin alla batteria; si immettono sulla scena punk della East Bay Area di San Francisco e di Los Angeles (dove sono stabiliti tutt'oggi) per poi successivamente fare tournée nel resto degli Stati Uniti ed anche all'estero.
Molte delle loro apparizioni live sono state effettuate per raccogliere fondi a favore di varie cause, confermando l'impegno della band nell'aspetto sociale e politico che già traspare dai testi.
Nel 1998 la band si sciolse a seguito della morte di Suchomel per complicazioni dovute all'asma; qualche anno più tardi la cantante porta avanti un breve progetto, i Meet The Virus, per poi dedicarsi di nuovo ai Naked Aggression che hanno così ricominciato la loro attività.

## Discografia

### Album in studio
- 1993 - Bitter Youth
- 1994 - March March Along
- 1998 - The Gut Wringing Machine
- 1998 - Naked Regression
- 2003 - The Gut Wringing Machine
- 2004 - Heard It All Before

### EP
- 1991 - They Can't Get Me Down E.P.
- 1992 - Keep Your Eyes Open E.P.
- 1992 - Aus-Rotten/Naked Aggression – split E.P.
- 1994 - Plastic World E.P.
- 1995 - Naked Aggression E.P. (Campary Records)

### Album dal vivo
- 1996 - March March Alive (live recording from Gilman Street)